# パーマストン (猫)
パーマストン（英語: Palmerston）はイギリスの外務・英連邦省でネズミ捕獲長を務めていたネコである。名前は19世紀中期に首相や外務大臣を務めた第3代パーマストン子爵ヘンリー・ジョン・テンプルにちなんでいる。2016年4月13日に就任し、2020年8月31日に退任した。

## 概要
白黒二色のはちわれ模様をしている。就任時の年齢は2歳で、元々は野良猫であった。公務につく前は動物保護施設であるバタシー・ドッグズ・アンド・キャッツ・ホームで暮らしていた。
イギリスでは、首相官邸に住み着いたネズミを捕獲するために16世紀から首相官邸でネコを飼う習慣があり、1924年には正式に「首相官邸ネズミ捕獲長」の職が置かれ、公務員として雇用されるようになっている。外務・英連邦省(FCO)でもそれに習い、2016年にネズミ捕獲長の職を新設し、パーマストンが初代ネズミ捕獲長に就任した。

## 来歴

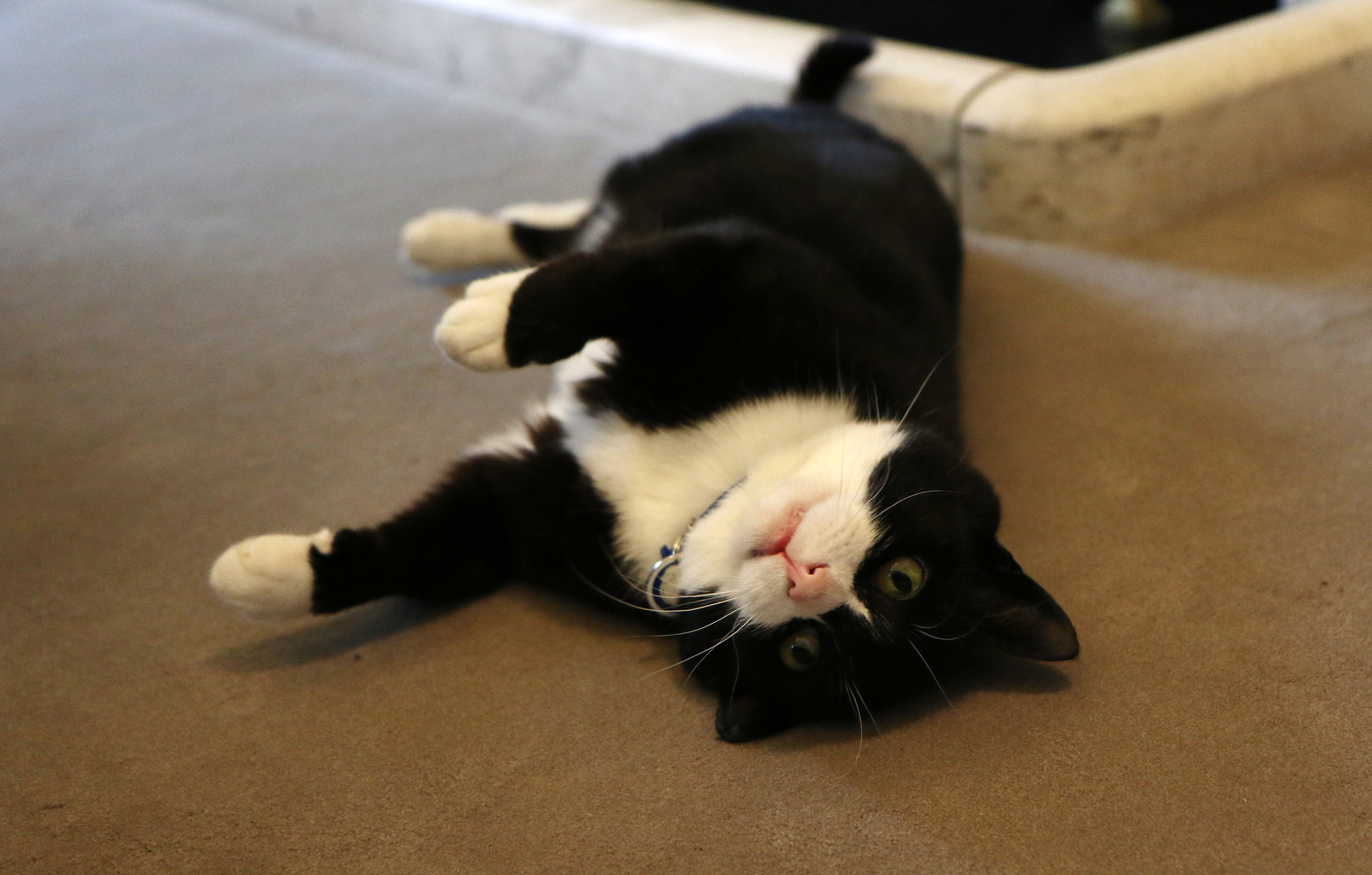
外務・英連邦省に着任時のパーマストン

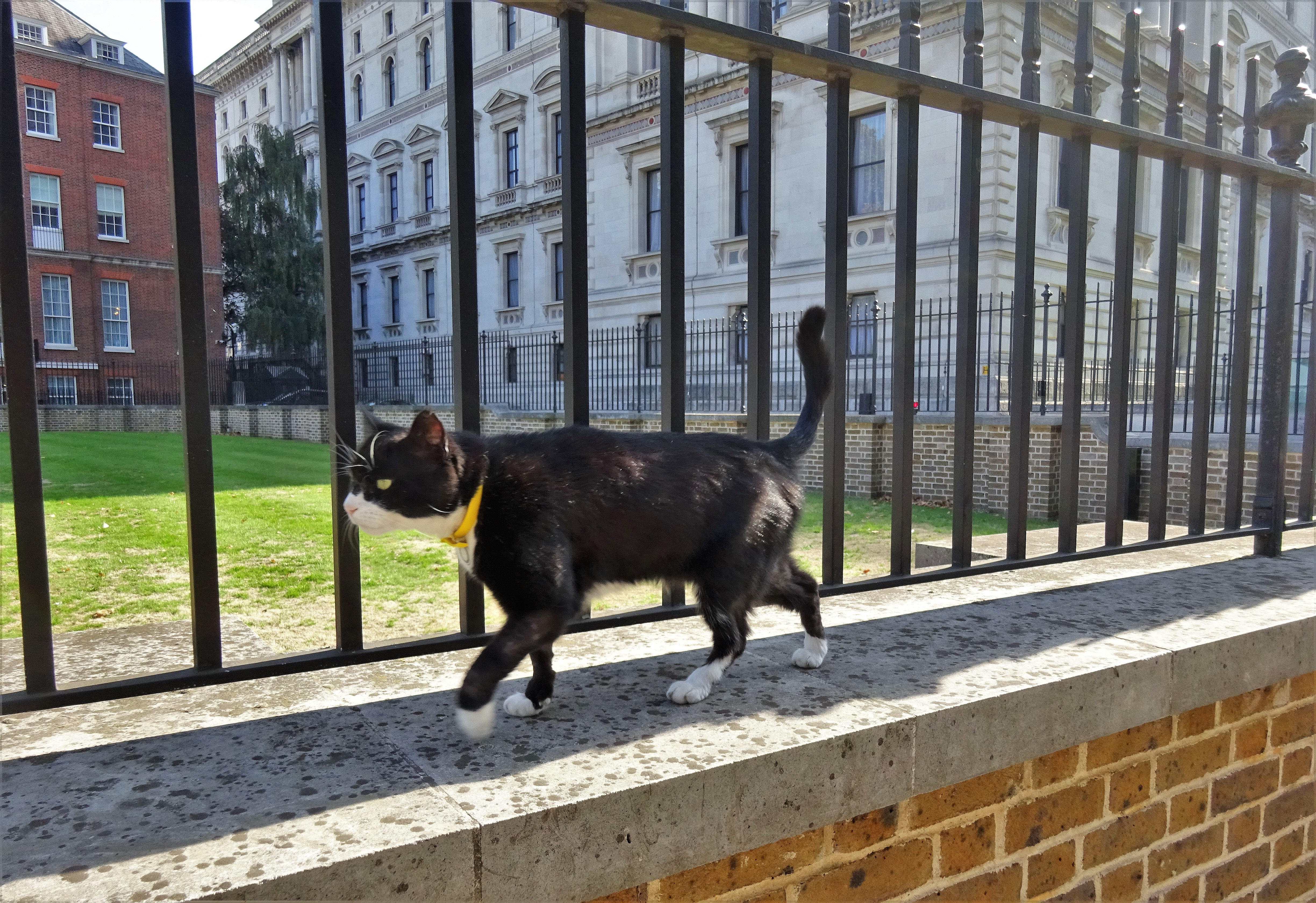
2018年、外務・英連邦省の周囲をパトロールするパーマストン

パーマストンは2016年5月3日にはじめてネズミを捕獲したということでニュースになった。2016年7月11日にパーマストンは首相官邸のあるダウニング街周辺でラリーとにらみあっているところを撮られた。2016年7月26日にパーマストンは首相官邸にこっそり入り込んでいるところを捕まったが、この時有名な黒いドアは開いたままであった。パーマストンはこの後、官邸に詰めている警官により排除された。 2016年8月1日、パーマストンとラリーが非常に深刻なキャットファイトを行っているところをジャーナリストが目撃し、このせいでパーマストンは耳にケガをし、ラリーはネコ用カラーをなくしてしまった。武装した警官によりこのケンカは止められた。これについてバタシー・ドッグズ・アンド・キャッツ・ホームの専門家は、ラリーもパーマストンも他のネコとむやみにもめごとをおこさないよう去勢手術を受けているが、しばらくは二匹を会わせないほうが安全であるかもしれないとコメントしている。
パーマストンはネズミの捕獲能力においては優秀だと評されており、就任1年半ほどで少なくとも27匹のネズミを捕獲したところが目撃されている。キャットフードについてはウィスカス(日本のカルカンにあたる)を支給されている。
2017年11月に在ヨルダン英国大使館にネズミ捕獲長のポストが新設され、『アブドゥンのロレンス』が着任。同ポストの直属の上司は本国外務省のネズミ捕獲長とされたため、ロレンスはパーマストンの直属の部下となった。
2019年7月から12月まで、パーマストンは休職した。休職の理由は外務省の職員たちがむやみに食物を与えるなどパーマストンをかわいがりすぎていたため、ストレスが原因で体調を崩したためであると発表された。2019年12月の復職時には、パーマストンの健康を守るためのルールが制定された。

## Twitterでの人気
パーマストンの公式TwitterアカウントとしてFCOネズミ捕獲長のアカウントが運営されており、2017年4月時点で42000人のフォロワーを有する人気アカウントとなった。
この人気について、当時の外務・英連邦大臣フィリップ・ハモンドは「夏休みまでには私のフォロワー数を超えるだろう」と議会で語り笑いを誘った。
英語のみならず日本語などでもツイートを行ったことがあり、日本語のゴシップウェブサイトなどでも話題になった。
2020年8月現在、フォロワー数は11万人を超えている。

## 退任とその後
2020年8月7日、パーマストンはTwitterを通して同省のサイモン・マクドナルド事務次官に「辞表」を提出、サイモンによって8月末での退任が発表された。パーマストンは辞表の中で「脚光を浴びることから離れ、ゆっくりとした時間をより多く過ごしたい」と退任の理由を記している。英BBCはこの件について、ネズミたちの公式なコメントはまだ寄せられていないと報じた。
新型コロナウイルス感染症によるロックダウン中、郊外にある職員の家で在宅勤務をしていたが、今後もその生活を続けていくとしている。

## 訳注
1. ↑  イギリス首相官邸の玄関ドアのこと。首相が官邸の前で報道陣に声明を発表するときにテレビに写ることから、世界でも有名なドアの1つとされる。